# Peshitta
La Peshitta (ܦܫܝܼܛܬܵܐ) è una delle versioni siriache della Bibbia. È una rielaborazione della Vetus Syra ("Vecchia siriaca") realizzata, secondo la tradizione, da Rabbula, vescovo della città di Edessa, morto nel 435, e costituisce tuttora la versione di riferimento delle chiese orientali di lingua siriaca.

## Il nomePeshitta
Il nome Peshitta deriva dall'espressione siriaca mappaqtâ pšîṭtâ, che significa letteralmente "traduzione semplice", ma può essere intesa anche come "comune", "genuina", "corretta".
Il termine fu attribuito da Mosè bar Kepha, probabilmente per indicare, analogamente al nome della Bibbia latina Vulgata, che fosse l'edizione di uso comune. Il termine potrebbe anche indicare una sua maggiore facilità di consultazione in confronto alla più complessa versione Siro-esaplare tradotta dalla Septuaginta.
La parola Peshitta può essere – ma di fatto non accade – traslitterata in molti altri modi: Peshittâ, Pshitta, Pšittâ, Pshitto, Fshitto.

## Storia

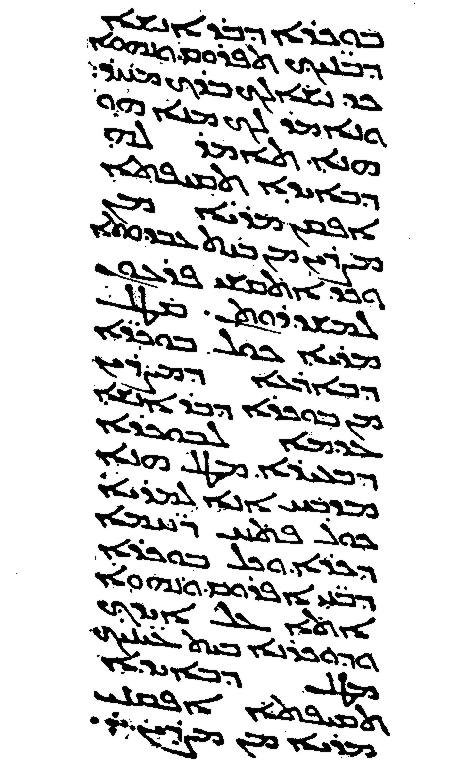
Il testo della Peshitta di Esodo 13,14-16

La traduzione dell'Antico Testamento in lingua siriaca fu realizzata in Siria nel I secolo d.C. ad opera di Giudei o Giudeo-cristiani, probabilmente a partire dai Targumim (traduzioni della Bibbia ebraica in aramaico, lingua del quale il siriaco è una varietà).
La prima traduzione del Nuovo Testamento in siriaco è il cosiddetto Diatessaron, cioè '(un vangelo) attraverso quattro (vangeli)', realizzata dal cristiano Taziano il Siro nel 165-170; si tratta di un testo unico e lineare che cerca di armonizzare le quattro narrazioni dei singoli Vangeli. Per alcuni secoli tale testo fu il vangelo ufficiale della chiesa di Siria; il teologo Efrem il Siro ne scrisse un commentario in prosa. Nel 423 il vescovo Teodoreto ne impose l'abbandono in favore dell'adozione dei quattro vangeli come avveniva per tutte le altre chiese cristiane. Teodoreto ordinò la distruzione delle copie esistenti del Diatessaron, che ci è pertanto noto solo indirettamente attraverso il commentario di Efrem.
La versione siriaca più antica dei quattro vangeli separati (in siriaco, mepharrese) è detta "Vecchia siriaca" (Vetus Syra). Sono rimaste poche testimonianze di tale versione. Tra queste, due manoscritti della Vecchia siriaca riguardanti i vangeli (Syra Sinaiticus e Syra Curetonianus) mostrano lezioni e varianti tipiche del testo greco del NT secondo le caratteristiche della famiglia occidentale. Inoltre, il siriaco contenuto in questi due manoscritti mostra affinità con l'aramaico parlato in Palestina e non in Siria. Questo ha portato all'ipotesi che mentre in Siria circolava il Diatessaron (II-IV secolo), in Palestina fossero diffusi manoscritti in aramaico del Vangelo.
Sulla natura di tali ipotetiche versioni aramaiche, a noi non pervenute, le possibilità sono due: erano traduzioni in aramaico dal greco originale, scritto dagli evangelisti; erano il testo originale scritto in aramaico dagli evangelisti, tradotto poi nella lingua franca greca. La seconda ipotesi, molto controversa, è la cosiddetta priorità aramaica (Peshitta primacy o Aramaic primacy).
Agli inizi del Novecento, Burkitt propose una terza tesi secondo la quale la Peshitta sarebbe una traduzione dell'Antico Testamento direttamente dall'ebraico, alla luce dell'interpretazione datane dagli Ebrei. Solamente nei libri profetici si possono rinvenire affinità con la Septuaginta e le revisioni tardive del testo greco alla luce della Rivelazione cristiana. La Peshitta precedette la nascita della Chiesa siriaca stessa, fu citata dagli scritti siriaci successivi e si sviluppò sia lontano dalla lingua greca che dall'aramaico biblico della Palestina, il più importante rivale del greco e la fonte più antica della letteratura cristiana, della quale non vi sono tracce storiche al di fuori della Palestina medesima.

## Contenuto e stile della Peshitta

La sesta beatitudine di Matteo 5,8 dalla Peshitta:
'
Letteralmente: Beatitudine a quelli (che sono) puri nel loro cuore, (poi)ché essi vedranno Dio

Circa l'Antico Testamento, la Peshitta è sostanzialmente basata sullo stesso testo ebraico che sarà standardizzato nel testo masoretico del IX secolo.
Mostra alcune somiglianze linguistiche ed esegetiche coi Targumin aramaici. In altri passi (soprattutto Isaia, Salmi e i deuterocanonici, senza Tobia) i traduttori si sono basati sulla traduzione greca della Settanta.
Circa il Nuovo Testamento, la Peshitta mostra continuità sia col Diatessaeron che con la Vecchia siriaca. In alcuni passi, in particolare per gli Atti degli Apostoli, è particolarmente evidente l'influsso dei manoscritti greci della famiglia occidentale. Nella Peshitta mancano completamente i libri neotestamentari di 2Pt, 2-3 Gv, Gd, Ap. Le moderne bibbie siriache li includono a partire da traduzioni più tarde del VI-VII secolo.

## Sviluppi e studi moderni

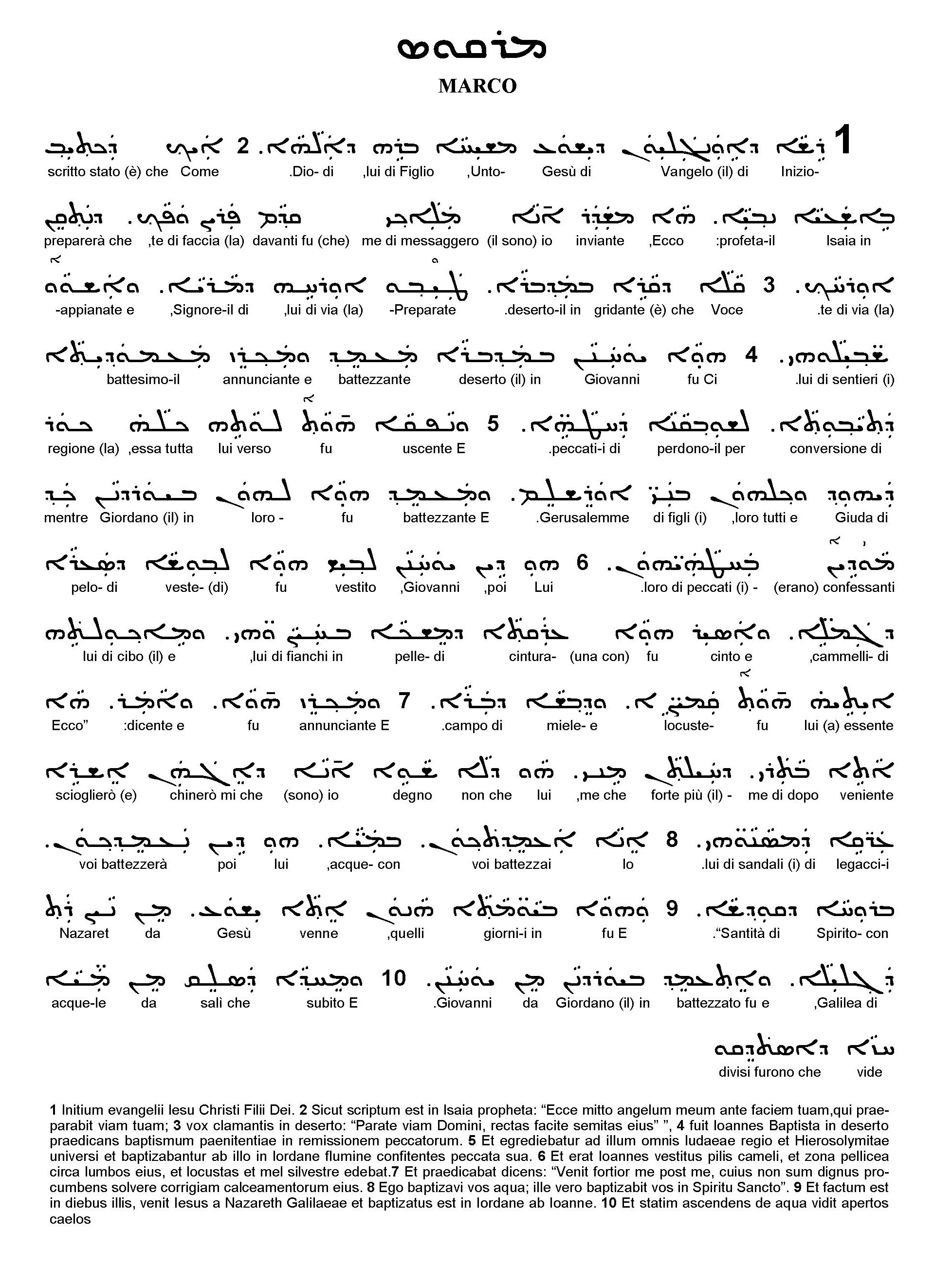
Incipit della traduzione interlineare italiana del testo siriaco della Peshitta di Mc (Pazzini, Reggi 2020).

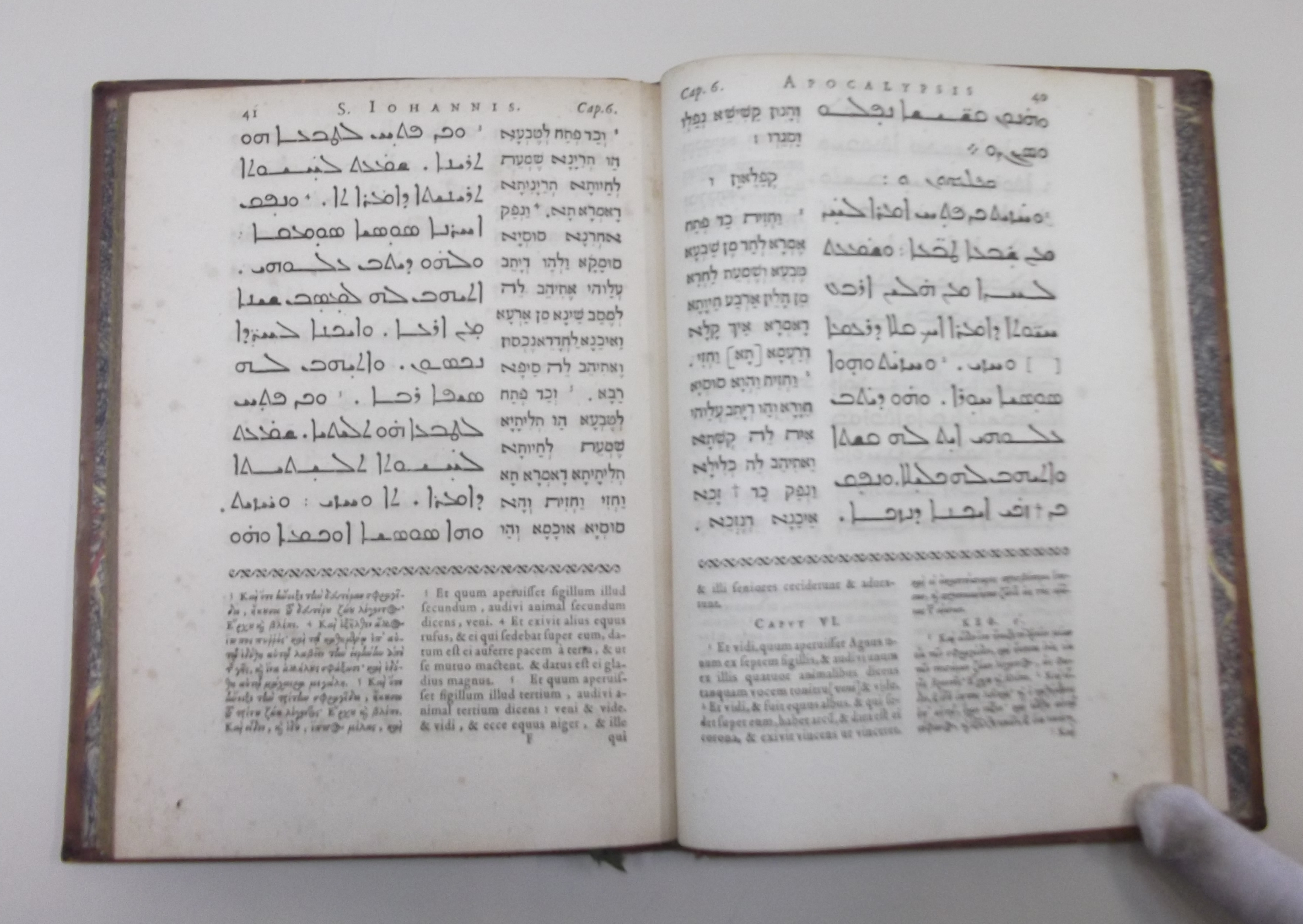
[BIBBIA. N.T. Apocalisse. Poliglotta.] Gelyānā ude-Yoḥanan qaddīsha, id est, Apocalypsis Sancti Iohannis. — Lugduni Batavorum : Ex Typ. Elzeviriana, 1627.

La Peshitta, revisionata e integrata dei libri originariamente mancanti, costituisce la Bibbia ufficiale delle chiese di tradizione siriaca: Chiesa ortodossa siriaca; Chiesa cattolica sira; Chiesa assira d'Oriente; Chiesa cattolica caldea; Chiesa maronita; Chiesa ortodossa siriaca del Malankara; Chiesa cristiana siriaca giacobita; Chiesa siro-malankarese Mar Thoma (India); Chiesa cattolica siro-malabarese; Knanaya Syrian church.
I cristiani siriaci in India hanno però in prevalenza sostituito la Peshitta con una traduzione in Malayam, lingua tipica del Kerala.
Presso i cristiani siriaci nel medio-oriente, sebbene riconoscano l'ufficialità della Peshitta, l'arabo è la lingua comunemente usata per il resto del culto liturgico.
Nel 1901 P.E. Pusey e G.H. Gwilliam hanno pubblicato un testo critico della Peshitta con traduzione in latino.
Successivamente, nel 1905, la Società Biblica Britannica e Forestiera ha prodotto una versione non-critica dei vangeli della Peshitta. Nel 1920 tale versione è stata estesa al completo Nuovo Testamento.
Nel 1933 è stata pubblicata una traduzione in inglese a cura di George M. Lamsa, conosciuta come Bibbia Lamsa.
A partire dal 1961, il Peshitta Institute di Leida ha pubblicato in una serie di fascicoli la più ampia edizione critica della Peshitta.
Nel 1996 è stata pubblicata la prima edizione della Comparative Edition of the Syriac Gospels (CESG), che confronta le versioni siriache contenute nella Vecchia siriaca; Curatoniana; Peshitta; Harklean. A cura di George Anton Kiraz. Seconda edizione 2002, terza 2004.
Non esistono traduzioni italiane complete della Peshitta. Nel 2009 Massimo Pazzini ha curato e pubblicato il testo siriaco dei Dodici profeti minori. Nel 2020 con Roberto Reggi ha curato e pubblicato la traduzione interlineare italiana dei vangeli di Marco, Matteo, Luca.